# Maffian (bok)
Maffian (originaltitel: The Honoured Society) är en facklitterär bok från 1964 av Norman Lewis. Första svenska upplagan utkom 1965.
Boken beskriver den sicilianska maffians uppkomst och utveckling. Det ges även information om hur maffian är uppbyggd, dess påverkan på samhället, varför den uppkom just i det sicilianska samhället samt den sicilianska maffians utveckling under några århundraden.
Lewis har tagit med olika ordspråk som används på Sicilien och som har koppling till maffian. Han har även tagit med skriftligt material, som till exempel olika brev skrivna av människor under olika århundraden. Detta gör att man som läsare bättre förstår hur synen på maffian har utvecklats med tiden. Boken ger även en inblick i olika händelser knutna till maffian och dess medlemmars verksamhet, så att man får en djupare förståelse för "de invigdas" situation, och lättare förstår unga pojkars önskan att bli en maffiamedlem. Botgörarnas, de maffiamedlemmar som gick till polisen, vittnesmål har även tagits med.